# Jefferson (New Hampshire)
Jefferson in New Hampshire ist eine Town in Neuengland. Es liegt im Coös County  in den „Great North Woods“ New Hampshires. Das U.S. Census Bureau hat bei der Volkszählung 2020 eine Einwohnerzahl von 1.043 ermittelt. Der Name bezieht sich auf Thomas Jefferson, dem dritten amerikanischen Präsidenten.

## Geographie
Jefferson liegt am Nordrand der White Mountains zwischen Lancaster im Norden, Kilkenny und Randolph im Osten, dem Low and Burbank's Grant im Südosten, Carroll im Südwesten sowie Whitefield im Westen. Durch Jefferson fließen der Johns und der Israel River, benannt nach den Brüdern John und Israel Glines, die vor der Besiedlung in dem Gebiet Biber jagten. Der John’s River entspringt am Cherry Mountain, der höchsten Erhebung in Jefferson, fließt durch den Cherry Pond und den Little Cherry Pond und mündet in Dalton in den Connecticut.

### Orte und Örtlichkeiten
Zu Jefferson gehören die Ortschaften Jefferson, Baileys, Highlands, Jefferson Highlands, Riverton, Starr King, Jefferson Meadows sowie Waumbeck Junction (sic), eine ehemalige Eisenbahnkreuzung mit Umsteigebahnhof.

## Geschichte
Die erste Siedlungskonzession für Jefferson wurde 1765 erteilt, unter dem Namen Dartmouth. Namenspatron war William Legge, Earl of Dartmouth, der auch dem Dartmouth College seinen Namen lieh. Aufgrund der abgelegenen Lage in der Wildnis nahmen nur wenige Konzessionsnehmer ihr Siedlungsrecht wahr, so dass die Konzession 1772 erneut vergeben wurde. Zu den Bedingungen gehörte, das alle zum Mastbau tauglichen Exemplare von White Pine für die Royal Navy reserviert waren. 1790 hatte Jefferson 111 Einwohner. Einer der frühen Siedler war Joseph Whipple, Bruder von William Whipple, der zu den Unterzeichnern der Unabhängigkeitserklärung der Vereinigten Staaten gehört. Whipple war ein Unterstützer Jeffersons. Die Umbenennung anlässlich der Eintragung als unabhängige Gemeinde im Jahr 1796 geschah auf seinen Vorschlag hin. Dabei wurde das ursprüngliche Dartmouth um einen Teil von Kilkenny vergrößert. 1859 hatte Jefferson eine baptistische Kirche, sieben Schulbezirke, Postämter in Jefferson und Jefferson Mills, zwei Mühlen, einen Laden und 659 Einwohner. Neben der Holzindustrie gehörte Tourismus zu den Haupteinnahmequellen. Eine Aufstellung von 1888 führt 19 Beherbungsbetriebe auf, die zwischen 10 und 250 Gästen aufnehmen konnten. 1895 eröffnete der Waumbek Country Club, dessen Golfplatz die älteste 18-Loch-Anlage in New Hampshire ist.

### Bevölkerungsentwicklung
| Volkszählungsergebnisse – Jefferson, New Hampshire | Volkszählungsergebnisse – Jefferson, New Hampshire | Volkszählungsergebnisse – Jefferson, New Hampshire | Volkszählungsergebnisse – Jefferson, New Hampshire | Volkszählungsergebnisse – Jefferson, New Hampshire | Volkszählungsergebnisse – Jefferson, New Hampshire | Volkszählungsergebnisse – Jefferson, New Hampshire | Volkszählungsergebnisse – Jefferson, New Hampshire | Volkszählungsergebnisse – Jefferson, New Hampshire | Volkszählungsergebnisse – Jefferson, New Hampshire | Volkszählungsergebnisse – Jefferson, New Hampshire |
| Jahr                                               | 1790                                               | 1800                                               | 1810                                               | 1820                                               | 1830                                               | 1840                                               | 1850                                               | 1860                                               | 1870                                               | 1880                                               |
| -------------------------------------------------- | -------------------------------------------------- | -------------------------------------------------- | -------------------------------------------------- | -------------------------------------------------- | -------------------------------------------------- | -------------------------------------------------- | -------------------------------------------------- | -------------------------------------------------- | -------------------------------------------------- | -------------------------------------------------- |
| Einwohner                                          | 111                                                | 112                                                | 197                                                | 252                                                | 495                                                | 575                                                | 629                                                | 700                                                | 826                                                | 951                                                |
| Jahr                                               | 1890                                               | 1900                                               | 1910                                               | 1920                                               | 1930                                               | 1940                                               | 1950                                               | 1960                                               | 1970                                               | 1980                                               |
| Einwohner                                          | 1062                                               | 1080                                               | 1061                                               | 960                                                | 771                                                | 763                                                | 728                                                | 600                                                | 714                                                | 803                                                |
| Jahr                                               | 1990                                               | 2000                                               | 2010                                               | 2020                                               | 2030                                               | 2040                                               | 2050                                               | 2060                                               | 2070                                               | 2080                                               |
| Einwohner                                          | 960                                                | 1008                                               | 1107                                               | 1043                                               |                                                    |                                                    |                                                    |                                                    |                                                    |                                                    |

## Infrastruktur und Gemeindeeinrichtungen
Die Polizei von Jefferson ist in Teilzeit tätig. Die Freiwillige Feuerwehr Jefferson sorgt für den Brandschutz; durch Freiwillige erfolgt auch die medizinische Notfallversorgung, das nächstgelegene Krankenhaus liegt in Lancaster. Jefferson gehört zum White Mountain Schulverband, neben Dalton, Lancaster, Whitefield und Carroll. Jefferson selbst hat eine Bibliothek, die Jefferson Public Library, sowie eine Kinderbetreuungseinrichtung. Wasserver- und -entsorgung mittels Brunnen und Tanks sowie Müllabfuhr erfolgen privat.

### Verkehr
Jefferson liegt an der US 2. Daneben führen die State Route NH-116 und NH-115 nebst Nebenstrecken durch das Gemeindegebiet. Die Bahnstrecke durch Jefferson als Teil einer Verbindung von Groveton nach Whitefield ist abschnittsweise noch in Betrieb. In Whitefield liegt der Mount Washington Regional Airport mit asphaltierter Landebahn. Der nächstgelegene Flughafen mit Linienverkehr ist der Lebanon Municipal Airport in Lebanon.